# عسرب
عُسْرُب (الاسم العلمي Chrysochloris) جنس حيوانات لبونة من فصيلة العسربيات. أنواعه المعروفة عديدة منتشرة في معظم أصقاع شرق أفريقيا وأفريقيا الجنوبية. شكلة قريب الشبه بالطوبين. جسمه يطول من 12 إلى 16 سم.
رأسه مخروطي الشكل، ذلق الخطم، عيناه صغيرتان مغلوقتان بغشاوة من الجلد متحركة. أذناه صغيرتان، ماسحتان، لاقوفية التركيب.
عنقة شديدة القصر، ذنبه جذعمة. جرامزة قصيرة، مسلحة بأظافير ضلعية.